# Joakim Sällquist
Lars Joakim Sällquist (Norrköping, 25 dicembre 1971) è un attore svedese, vincitore del premio Guldbagge come miglior attore nel 2019.

## Biografia
Attivo nel cinema e in televisione, ottiene la notorietà nel 2018 con l'interpretazione nel film Goliath. 

## Filmografia
- Goliath, regia di Peter Grönlund (2016)
- Trouble (Strul), regia di Jon Holmberg (2024)

## Doppiatori italiani
Nelle versioni in italiano dei suoi film, Joakim Sällquist è stato doppiato da:
- Francesco De Francesco in Trouble

## Premi e riconoscimenti
Guldbagge
2019 - Miglior attore - Goliath